# Vzpírání na Letních olympijských hrách 2008 – muži do 77 kg
Vzpěrači do 77 kg soutěžili na Letních olympijských hrách 2008 13. srpna 2008. V této váhové kategorii startovalo celkem 28 závodníků z 25 zemí; závod dokončilo a klasifikováno bylo 24 z nich. Kategorie do 77 kg jako první olympijská mužská soutěž ve vzpírání neměla čínského vítěze. Soutěž vyhrál Korejec Sa Džä-hjuk výkonem 366 kg v dvojboji, stejným, jaký předvedl v dubnu v Pchohangu. V nadhozu se navíc nadějně pokoušel stanovit nový světový rekord, ale činka mu při výrazu přepadla. Druhý skončil Číňan Li Chung-li a třetí nakonec Armén Gevorg Davtjan. V závěrečných pokusech na bronz velmi nadějně útočil ještě další Korejec Kim Kwang-hun, ale nakonec zůstal čtvrtý.

## Program
Pozn.: Pekingského času (UTC+8)
| Datum                  | Čas         | Skupina |
| ---------------------- | ----------- | ------- |
| Středa, 13. srpna 2008 | 10:00–12:00 | B       |
| Středa, 13. srpna 2008 | 19:00–21:00 | A       |

## Přehled rekordů
Pozn.: Platné před začátkem soutěže
| Druh rekordu              | Disciplína | Držitel          | Výkon  |
| ------------------------- | ---------- | ---------------- | ------ |
| Světové rekordy           | Trh        | Sergej Filimonov | 173 kg |
| Světové rekordy           | Nadhoz     | Oleg Perepečenov | 210 kg |
| Světové rekordy           | Dvojboj    | Plamen Željazkov | 377 kg |
| Olympijské rekordy        | Trh        | Taner Sağır      | 172 kg |
| Olympijské rekordy        | Nadhoz     | Čan Sü-kang      | 207 kg |
| Olympijské rekordy        | Dvojboj    | Taner Sağır      | 374 kg |
| Světové juniorské rekordy | Trh        | Taner Sağır      | 172 kg |
| Světové juniorské rekordy | Nadhoz     | Taner Sağır      | 202 kg |
| Světové juniorské rekordy | Dvojboj    | Taner Sağır      | 374 kg |

## Výsledky
| Poř.                        | Závodník                  | Stát                   | Těl. hm. [kg] |       | Trh [kg] | Trh [kg] | Trh [kg] |       | Nadhoz [kg] | Nadhoz [kg] | Nadhoz [kg] |  | Výsledek [kg] |
| --------------------------- | ------------------------- | ---------------------- | ------------- | ----- | -------- | -------- | -------- | ----- | ----------- | ----------- | ----------- |  | ------------- |
| Poř.                        | Závodník                  | Stát                   | Těl. hm. [kg] | 1. p. | 2. p.    | 3. p.    | 1. p.    | 2. p. | 3. p.       |             |             |  | Výsledek [kg] |
| Zlatá olympijská medaile    | Sa Džä-hjuk [zápis?]      | Jižní Korea            | 76,46         |       | 160      | 163      | 165      |       | 201         | 203         | 211         |  | 366           |
| Stříbrná olympijská medaile | Li Chung-li               | Čína                   | 76,91         |       | 163      | 168      | 170      |       | 193         | 198         | 198         |  | 366           |
| Bronzová olympijská medaile | Gevorg Davtjan            | Arménie                | 76,77         |       | 165      | 165      | 165      |       | 195         | 195         | 201         |  | 360           |
| 4.                          | Kim Kwang-hun [zápis?]    | Jižní Korea            | 76,86         |       | 155      | 155      | 160      |       | 200         | 206         | 206         |  | 355           |
| 5.                          | Oleg Perepečenov          | Rusko                  | 76,80         |       | 158      | 162      | 165      |       | 192         | 199         | 199         |  | 354           |
| 6.                          | Iván Cambar               | Kuba                   | 76,53         |       | 152      | 157      | 160      |       | 190         | 196         | 196         |  | 353           |
| 7.                          | Ara Chačatrjan            | Arménie                | 76,78         |       | 162      | 166      | 166      |       | 191         | 195         | 195         |  | 353           |
| 8.                          | Krzysztof Szramiak        | Polsko                 | 76,71         |       | 157      | 161      | 165      |       | 191         | 191         | 194         |  | 352           |
| 9.                          | Vladimir Kuzněcov         | Kazachstán             | 76,86         |       | 155      | 160      | 160      |       | 191         | 191         | 197         |  | 351           |
| 10.                         | Sjarhej Lahun             | Bělorusko              | 76,56         |       | 153      | 157      | 157      |       | 187         | 192         | 196         |  | 349           |
| 11.                         | Sandow Weldemar Nasution  | Indonésie              | 76,92         |       | 145      | 152      | 153      |       | 185         | 194         | 200         |  | 347           |
| 12.                         | Mahmoud Elhaddad [zápis?] | Egypt                  | 76,73         |       | 145      | 150      | 155      |       | 192         | 198         | 198         |  | 342           |
| 13.                         | Erkand Qerimaj            | Albánie                | 76,52         |       | 145      | 150      | 154      |       | 182         | 187         | 193         |  | 341           |
| 14.                         | Giovanni Bardis           | Francie                | 76,83         |       | 149      | 153      | 156      |       | 173         | 178         | 178         |  | 329           |
| 15.                         | Felix Ekpo                | Nigérie                | 75,83         |       | 143      | 148      | 150      |       | 178         | 182         | 185         |  | 325           |
| 16.                         | Šerzodžon Jusupov         | Uzbekistán             | 76,24         |       | 140      | 144      | 148      |       | 178         | 185         | 185         |  | 322           |
| 17.                         | José Ocando               | Venezuela              | 76,90         |       | 140      | 140      | 140      |       | 182         | 182         | 186         |  | 322           |
| 18.                         | Răzvan Rusu               | Rumunsko               | 76,69         |       | 130      | 135      | 140      |       | 170         | 175         | 175         |  | 310           |
| 19.                         | Carlos Espeleta           | Argentina              | 76,93         |       | 140      | 140      | 145      |       | 170         | 170         | 170         |  | 310           |
| 20.                         | Andrei Guţu               | Moldavsko              | 76,38         |       | 140      | 145      | 147      |       | 160         | 165         | 165         |  | 305           |
| 21.                         | Richard Patterson         | Nový Zéland            | 76,57         |       | 130      | 137      | 137      |       | 170         | 176         | 176         |  | 300           |
| 22.                         | Darryn Anthony            | Jižní Afrika           | 76,98         |       | 135      | 135      | 144      |       | 160         | 170         | 173         |  | 295           |
| 23.                         | Josefa Vueti              | Fidži                  | 76,15         |       | 115      | 120      | 124      |       | 155         | 162         | 162         |  | 279           |
| 24.                         | Romain Marchessou         | Monako                 | 75,53         |       | 105      | 110      | 115      |       | 135         | 140         | 145         |  | 250           |
|                             | Octavio Mejías            | Venezuela              | 76,53         |       | 152      | 157      | 157      |       | 185         | 185         | 185         |  |               |
|                             | Taner Sağır               | Turecko                | 76,73         |       | 165      | 165      | 165      |       |             |             |             |  |               |
|                             | Chad Vaughn               | Spojené státy americké | 76,81         |       | 144      | 144      | 147      |       | 182         | 182         | 183         |  |               |
|                             | János Baranyai            | Maďarsko               | 76,92         |       | 140      | 145      | 148      |       |             |             |             |  |               |